# Górnica (gromada)
Górnica – dawna gromada, czyli najmniejsza jednostka podziału terytorialnego Polskiej Rzeczypospolitej Ludowej w latach 1954–1972.
Gromady, z gromadzkimi radami narodowymi (GRN) jako organami władzy najniższego stopnia na wsi, funkcjonowały od reformy reorganizującej administrację wiejską przeprowadzonej jesienią 1954 do momentu ich zniesienia z dniem 1 stycznia 1973, tym samym wypierając organizację gminną w latach 1954–1972.
Gromadę Górnica z siedzibą GRN w Górnicy utworzono – jako jedną z 8759 gromad na obszarze Polski – w powiecie wałeckim w woj. koszalińskim na mocy uchwały nr 43/54 WRN w Koszalinie z dnia 5 października 1954. W skład jednostki weszły obszary dotychczasowych gromad Górnica, Kolno i Laski Wałeckie ze zniesionej gminy Dębołęka oraz obszary dotychczasowych gromad Toporzyk i Lipie ze zniesionej gminy Hanki w tymże powiecie. Dla gromady ustalono 9 członków gromadzkiej rady narodowej.
1 stycznia 1958 z gromady Górnica wyłączono wieś Toporzyk, włączając ją do gromady Jabłonowo w tymże powiecie, po czym gromadę Górnica zniesiono, a jej (pozostały) obszar włączono do gromady Dębołęka tamże.